# 위대한 유산 (1946년 영화)
《위대한 유산》(Great Expectations)은 영국에서 제작된 데이비드 린 감독의 1946년 드라마 영화이다. 찰스 디킨스의 동명의 소설을 바탕으로 제작되었다. 존 밀스 등이 주연으로 출연하였다.
아카데미상에서 예술감독상, 촬영상을 받았으며 작품상, 감독상, 각본상 부문에서 후보로 지명되었다.

## 출연

### 주연
- 존 밀스
- 밸러리 홉슨

### 조연
- 버나드 마일즈
- 프란시스 L. 설리번
- 마티타 헌트
- 알렉 기네스
- 아이버 바나드
- 프리다 잭슨

## 기타
- 원작자: 찰스 디킨스
- 미술: 존 브라이언